# Wyspa Stanów
Wyspa Stanów (hiszp. Isla de los Estados) – argentyńska wyspa na Oceanie Atlantyckim, położona 29 km na wschód od wschodnich krańców Ziemi Ognistej, od której oddziela ją Cieśnina Le Maire’a. Nazwa wyspy nawiązuje do holenderskich Stanów Generalnych.
Wzmiankę o wyspie w styczniu 1526 r. uczynili załoganci statku San Lesmes którzy w trakcie poszukiwań okrętu Trinidad jako pierwsi w drodze na Pacyfik skorzystali z akwenu na południe od Ziemi Ognistej
Dla nauki wyspę odkryto 25 grudnia 1615 roku przez Jacoba Le Maire’a oraz Willema Schoutena, który nadał jej nazwę. Jej pierwszym, czasowym mieszkańcem był argentyński żeglarz Luis Piedra Buena. 25 maja 1884 roku wzniesiono latarnię morską zwaną oficjalnie San Juan del Salvamento, jednakże bardziej znana jest jej nieformalna nazwa: Faro del fin del mundo, po polsku: "Latarnia na końcu świata". Stała się inspiracją dla Juliusza Verne’a do napisania opowiadania pod takim tytułem.
W latach 1899–1902 istniało na wyspie więzienie wojskowe, po naruszeniu konstrukcji budynków przez silne wiatry przeniesiono je na Ziemię Ognistą.
Wyspa ma 65 km długości w osi wschód-zachód i przeciętnie 15 km szerokości. Wybrzeże jest dobrze rozwinięte, z licznymi zatokami. Najwyższy punkt na wyspie osiąga wysokość 823 m n.p.m., w całości wyspa jest uważana za ostatni fragment łańcucha Andów. Porastają ją gęste, lecz niskie lasy. Opady sięgają 2000 mm rocznie.
W pobliżu znajdują się mniejsze wyspy i skały. Największa z okolicznych wysp, leżąca 6,5 km na północ od Wyspy Stanów Isla Observatorio, zajmuje powierzchnię 4 km².